# Jurijeva noć
Jurijeva noć, međunarodna proslava koja se održava 12. travnja svake godine u svrhu komemoracije prekretnica u istraživanju svemira. Događaj je imenovan po prvom čovjeku lansiranom u svemir, Juriju Gagarinu, koji je u svemirskom brodu Vostoku 1 poletio 12. travnja 1961. Lansiranje STS-1, prve misije Space Shuttlea, također se obilježava jer se to dogodilo točno 20 godina od dana Vostoka 1, 12. travnja 1981. Jurijeva je noć 2013. godine proslavljena u više od 350 događaja u 57 zemalja.
Cilj je Jurijeve noći povećati javno zanimanje za istraživanje svemira i nadahnuti nove generacije istraživača. Pogonjena umjetničkim ekspresijama inspiriranim svemirom i kulminirajući u svjetskoj mreži godišnjih proslava i edukacijskih događaja, Jurijeva noć stvara globalnu zajednicu mladih ljudi posvećenih oblikovanju budućnosti istraživanja svemira istovremeno razvijajući odgovorne vođe i inovatore s globalnom perspektivom. Ovi su globalni događaji vitrina za elemente kulture koji se dotiču svemira uključujući glazbu, ples, modu i umjetnost.
Jurijevu noć pokrenuli su Loretta Hidalgo, George T. Whitesides i Trish Garner. Prva Jurijeva noć bila je održana 12. travnja 2001. na 40. obljetnicu čovjekovih svemirskih letova. Globalnoj je proslavi prethodio Dan kozmonautike (rus. День Космонавтики), koji je u Sovjetskom Savezu uspostavljen 1962.
U travnju 2011. obilježena je 50. obljetnica Gagarivnova povijesnog prvog leta.

## Više informacija
- Dan kozmonautike
- Svjetski tjedan svemira
- Spacevidcast

## Vanjske poveznice
- Yuri's Night
- MSNBC: Feeling down about spaceflight? Lift your spirits with Yuri's Night
- No Borders - Bridging Cultures Through Yuri's Night, video prezentacije s IAC 2013 (Youtube)